# 화학조미료
화학조미료(化學調味料, 영어: chemical seasoning, 문화어: 맛내기)는 천연식품 속에 들어있는 맛 성분을 화학적으로 합성, 또는 분해 및 추출에 의해 순수한 화학 물질로 뽑아낸 것이다. 일반적으로 식품의 조미료로 널리 사용된다. 시중에 판매되고 있는 화학조미료 중 주요한 것으로는 글루탐산 나트륨(다시마의 맛), 이노신산 나트륨(가다랭이포, 육류의 맛), 구아닐산 나트륨(표고버섯의 맛), 석신산 나트륨(어패류의 맛) 등이 있고, 또한 이들의 혼합물이 있다.
다시마에서 글루탐산의 결정(結晶)이 분리되었고, 그 후 소맥단백질의 산분해에 의해 추출에 성공한 것이 최초의 화학조미료이다. 화학조미료끼리는 서로 맛의 상승작용(相乘作用)을 하는데, 글루타민산에 대해 이노신산 또는 구아닐산이 특히 강한 상승작용을 한다. 이들은 본래 가지고 있는 맛을 10배 이상 강하게 만든다. 복합조미료는 이러한 작용을 이용한 것이다.

## 같이 보기
- 글루탐산 나트륨 (MSG)